# Casa de Nariño

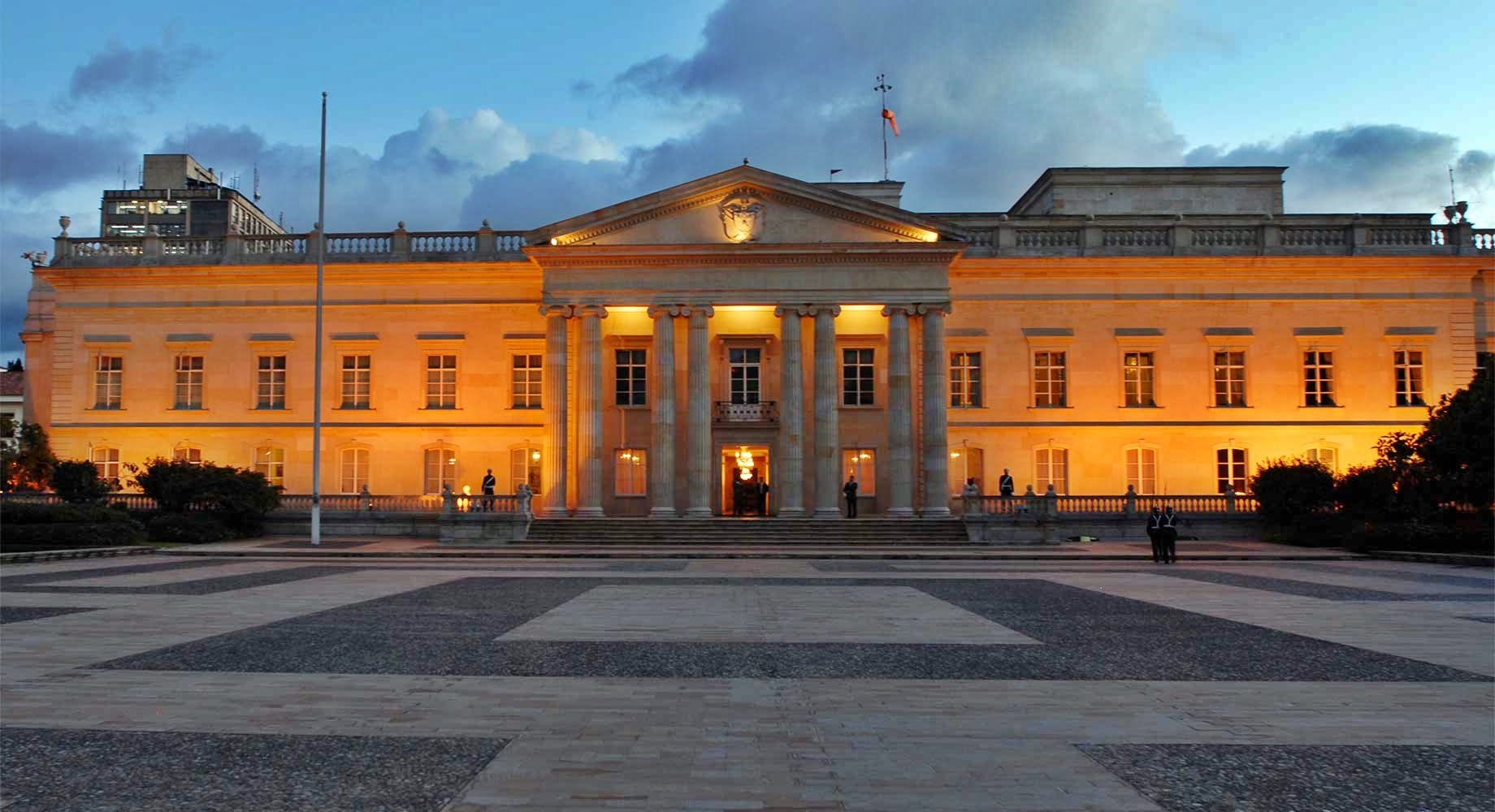
Ansicht während der Dämmerung des Casa de Nariño mit dem Patio de Armas

Die Casa de Nariño, auch ursprünglich Palacio de Nariño genannt, ist ein repräsentativer historischer Gebäudekomplex in Bogotás Stadtteil La Candelaria und seit 1908 die offizielle Residenz des Präsidenten Kolumbiens und seiner Regierung in der Hauptstadt.

## Geschichte

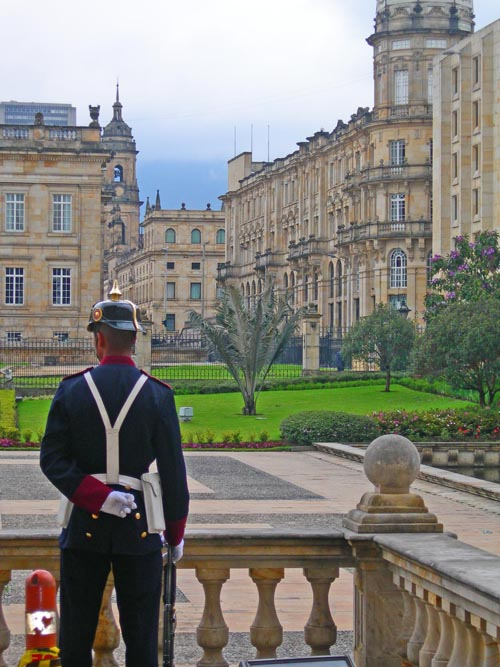
Ein Wachsoldat im Hof des Palastes

Der 1906 erbaute und 1908 eröffnete Palast steht südlich des Plaza de Bolívar in Bogotá, an der Stelle, wo der kolumbianische Militärführer und Wegbereiter der Unabhängigkeit Kolumbiens, Antonio Nariño, geboren wurde. Der Komplex wurde von den Architekten Gaston Lelarge und Julián Lombana im neoklassizistischen Stil entworfen. Teile des Palastes stehen Besuchern offen, die eine interessante Sammlung moderner kolumbianischer Gemälde bewundern können. Der Palast beherbergt in seiner Gartenanlage im Innern die erste Sternwarte Amerikas aus dem Jahr 1803. Für die Besucher findet außerdem täglich um 17:30 Uhr vor dem Gebäude, auf dem Patio de Armas, die von Marschmusik begleitete Wachablösung statt.

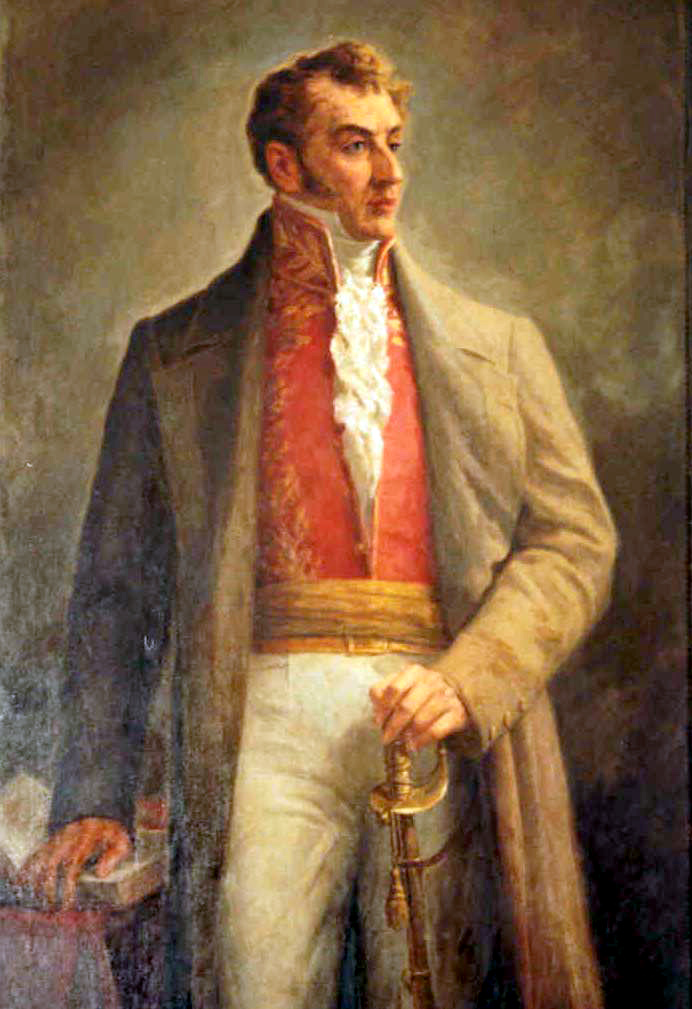
Ölgemälde von Antonio Nariño im Palast

Ein letzter Umbau, der im Jahr 1979 abgeschlossen wurde, umfasst jetzt zusätzlich ein separates Privathaus, Büros für die Amtsführung des Präsidenten sowie verschiedene Geschäftsräume der Regierung. Der Palast beherbergt Kunstwerke und Möbel, Gobelins und Spiegel aus verschiedenen Epochen der kolumbianischen Geschichte. Von besonderem Wert ist der Salón Amarillo („Gelber Salon“), ausgestattet mit Möbeln im Stil Ludwig XV. Der prächtige goldschimmernde Raum behielt den ursprünglichen Bambusboden und den viel bewunderten Stuck des Schweizer Bildhauers und Kunstlehrers Luigi Ramelli bei. Hier übergeben ausländische Diplomaten ihre Beglaubigungsschreiben an den jeweiligen Präsidenten.